# Bagrationi Tinatini mingréliai fejedelemné (1678–1725)
Bagrationi Tinatini (1678 –  Moszkva, 1725. augusztus 21. (körül)), kolostori neve: Nino, grúzul: თინათინი/ნინო (იმერეთის მეფის ბაგრატ IV-ის ასული), törökül: Megrel Prensesi Tinatin Bagrationi, oroszul: Тинатин Имеретинская, дочь Имеретинского царя Баграта V, grúz (imereti) királyi hercegnő, mingréliai fejedelemné, özvegységében ortodox apáca lett. A Bagrationi-ház imereti ágából származott. A nagynénje volt idősebb Bagrationi Tinatini mingréliai fejedelemné.

## Élete
A grúziai Imereti uralkodócsaládjának, a Bagrationi-háznak a tagjaként V. Bagrat imereti királynak egy ismeretlen nevű és származású ágyasától született házasságon kívüli lánya volt. Hároméves korában vesztette el az apját.
1689-ben 11 évesen ment férjhez, de férjét, IV. (Dadiani) Leó mingréliai fejedelmet 1691-ben trónfosztották, aki az Oszmán Birodalomba menekült, és Konstantinápolyban halt meg 1694-ben vagy azután. Az özvegy Tinatini hercegné 1704-ben Nino nővér néven ortodox apáca lett, Oroszországba menekült, és VI. Vahtang grúz királyhoz, II. Tamar grúz királynő apjához csatlakozott a száműzetésben, és Moszkvában halt meg 1725. augusztus 21-én vagy akörül.
IV. Leónak a gyermekei azonban egy kivétellel az ágyasaitól születtek, mint ahogy IV. Leó is házasságon kívül született gyermek volt. A nyolc fia közül heten különböző országokban, Oroszországban, Lengyelországban, Moldvában, illetve az Oszmán Birodalomban telepedtek le, míg a már valószínűleg az apja halála után 1695-ben született Naum Giorgi Dadiani (1695–1758) nevű fia később Magyarországra került a bátyjával, Konstantini Dadiani herceggel együtt, amikor is 1715. májusa előtt a Pozsony vármegyei Szentgyörgyön telepedett le, ahol Georgius Dadián néven vették jegyzékbe 1715 májusában és augusztusában. Magyarosított neve Dadányi Naum György lett.

## Gyermeke
- Férjétől, IV. (Dadiani) Leó  (?–1694 /után/) mingréliai fejedelemtől, 1 fiú:
  - N. (fiú)